# Nanouche
Nanouche est une bande dessinée dont les quatre tomes sont parus entre janvier 1981 et juin 1983 aux Éditions du Lombard, après une prépublication dans le journal Tintin.

## Histoire
L'héroïne, qui donne son nom à la série, est une cascadeuse à moto, qui n'hésite pas à pratiquer d'autres véhicules si la nécessité s'en fait sentir. Ses tournages de film l'emmènent dans plusieurs pays au cours des quatre albums publiés.

## Albums
| Tome | Titre                         | Pages | ISBN                 | Date de parution | Résumé |
| ---- | ----------------------------- | ----- | -------------------- | ---------------- | ------ |
| 1    | Festival pour une japonaise   | 48    | -                    | 1981             |        |
| 2    | Corrida pour une nuit blanche | 44    | -                    | 1981             |        |
| 3    | Des clous pour le Cachemire   | 46    | -                    | 1982             |        |
| 4    | Le secret fou de la frégate   | 47    | (ISBN 2-8036-0425-6) | 1983             |        |

- Les tomes 1 et 2 sont parus en même temps.

## Pré-publication et publication
Le dessinateur des quatre albums est Pierre Renoy. Le scénariste du premier album est Mittéï sous le pseudonyme de Janeiro, ensuite Pierre Renoy assure le scénario et le dessin. La prépublication s'est effectuée dans le journal Tintin entre 1977 et 1980. La publication de la série dure jusqu'en 1982.